# Iglesia de Santa Caterina (Fidenza)
La iglesia de Santa Caterina, también conocida como santuario de la Santísima Virgen de las Gracias, es una iglesia católico de formas barrocas, situado en el lado de la Via Emilia en Parola, aldea de Fidenza, en la provincia de Parma y la diócesis de Fidenza; forma parte del vicariato de Fidenza.

## Historia
Fue construida en la época medieval; la evidencia más antigua de su existencia se remonta a 1347, cuando la capilla, hasta entonces dependiente de la iglesia de Coduro, fue elevada a sede de parroquia autónoma a petición de los habitantes de Parola.En 1354 el templo fue mencionado en el Liber extimi universi cleri parmensis, encargado por el obispo de Parma Ugolino de' Rossi, entre las capillas dependientes de la iglesia parroquial de Borgo San Donnino.
En 1601 el lugar de culto se añadió a la nueva diócesis de Borgo San Donnino y en 1663 fue elevado a preboste.
A principios del siglo XVIII, la capilla medieval, que contenía una venerada imagen de Santa Catalina del siglo XV, resultó insuficiente para acoger a los numerosos peregrinos que acudían allí; por ello en 1741 se iniciaron las obras de construcción de un nuevo templo mucho más grande, incorporando el antiguo edificio que fue transformado en una de las capillas laterales; la iglesia barroca,  diseñada según el modelo del santuario de la Gran Madre di Dio de Fidenza, fue terminada en 1749.
A principios del siglo XX se levantó el campanario con la adición de una linterna.

## Descripción

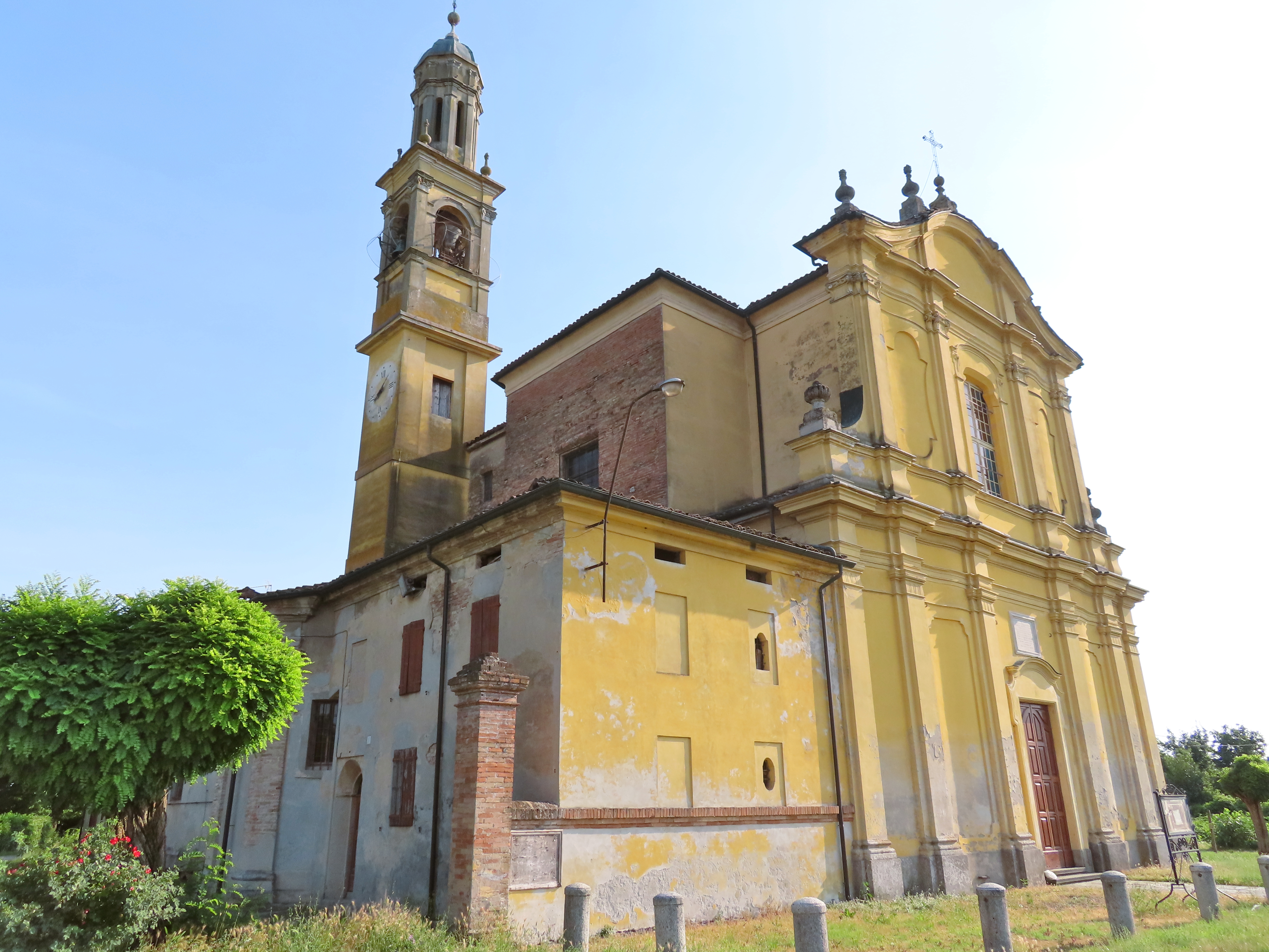
Fachada y lado este

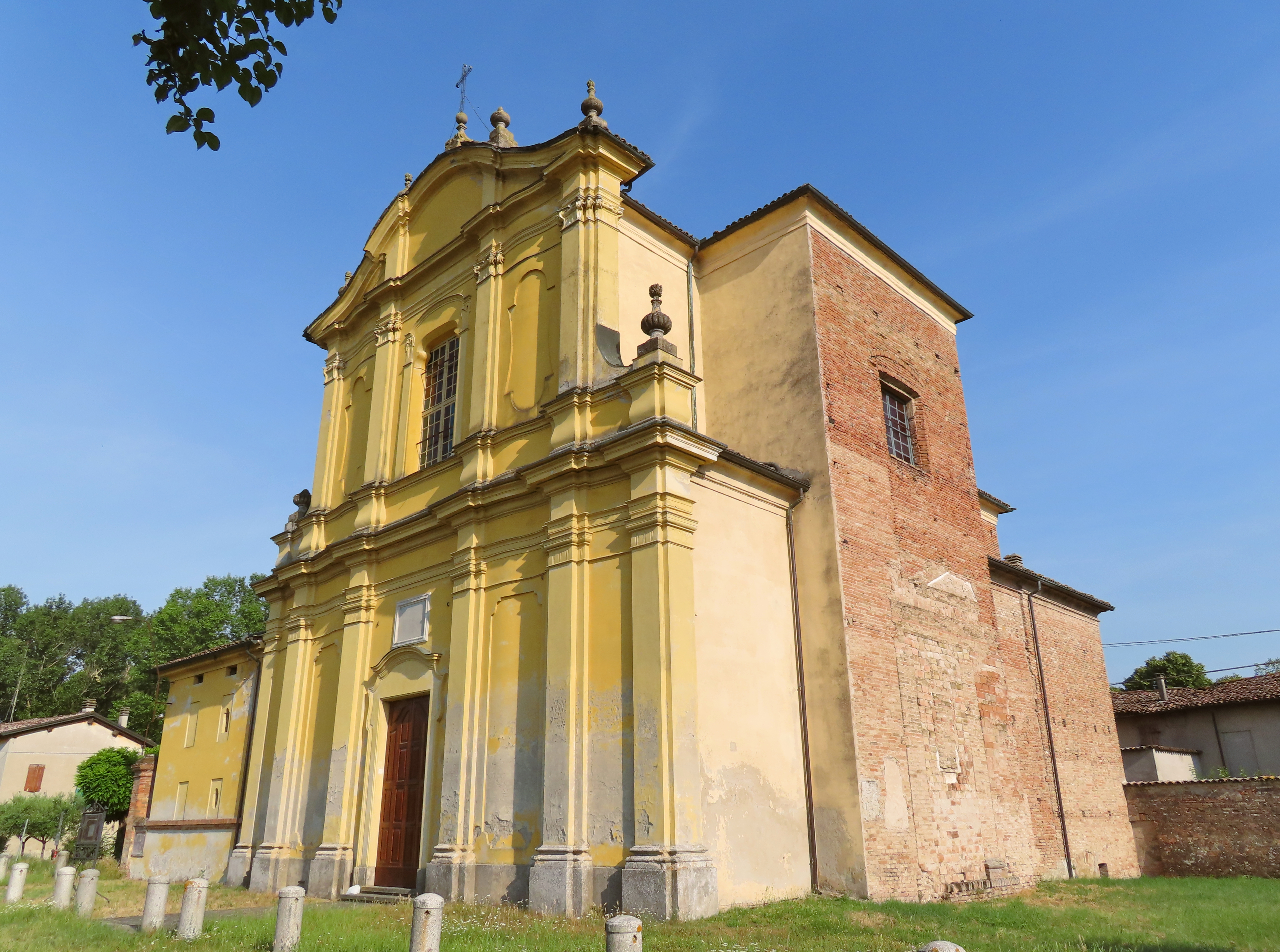
Fachada y lado oeste

La iglesia se desarrolla sobre una estructura de una sola nave flanqueada por capillas, con entrada al norte y presbiterio absidal al sur.
La fachada monumental y simétrica, enteramente enlucida, está dividida horizontalmente en dos partes por una alta cornisa moldurada. Debajo hay seis pilastras gemelas coronadas por capiteles dóricos; en el centro se encuentra el gran portal de entrada, enmarcado por un marco mixtilínea y rematado por una placa de mármol; a los lados los espacios están decorados con espejos de esquinas redondeadas. Arriba, en continuidad con las centrales de abajo, hay cuatro pilastras pareadas coronadas por capiteles compuestos ; en el medio hay una gran ventana de arco mixto, delimitada por dos pilastras y rematada por un arco rebajado; a los lados los espacios están decorados con espejos de líneas mixtas; en los extremos hay dos espirales, que rematan en dos jarrones en los bordes. Coronando la fachada se alza un gran frontón circular, roto por dos pilastras pareadas y rematado por cuatro jarrones y una cruz central.
Al final del lado izquierdo se alza el alto campanario enlucido de tres niveles; el campanario asoma a los cuatro frentes a través de grandes ventanales ojivales de arco de medio punto, delimitados por pilastras coronadas con capiteles compuestos; en la parte superior, más allá de la cornisa perimetral saliente, se encuentra una linterna de base octogonal, iluminada por ocho pequeñas ventanas de arco de medio punto salpicadas de pilastras; en la corona se levanta una pequeña cúpula de base octogonal.
En el interior de la iglesia se conservan varias pinturas antiguas. 

## Entradas relacionadas
- Palabra (fracción)
- Diócesis de Fidenza
- Parroquias de la diócesis de Fidenza

- Datos: Q50822506
- Multimedia: Santa Caterina (Parola, Fidenza) / Q50822506